# Komisja Gospodarczo-Społeczna Narodów Zjednoczonych ds. Azji i Pacyfiku
Komisja Gospodarczo-Społeczna Narodów Zjednoczonych ds. Azji i Pacyfiku (UNESCAP, ESCAP, ang. United Nations Economic and Social Commission for Asia and the Pacific) – komisja regionalna Organizacji Narodów Zjednoczonych, powołana w 1948 roku przez Radę Gospodarczą i Społeczną ONZ. Celem UNECLAC jest wspieranie rozwoju gospodarczego i społecznego oraz integracji krajów Azji, Australii oraz Oceanii. Siedziba organizacji znajduje się w Bangkoku w Tajlandii.
Do 1974 roku organizacja nosiła nazwę Komisja Gospodarcza Narodów Zjednoczonych ds. Azji i Dalekiego Wschodu (ECAFE, UNECAFE). 
Do UNECLAC należą 53 państwa członkowskie, w tym 49 państwa Azji i Pacyfiku oraz 4 państwa spoza regionu. Dodatkowo, 9 terytoriów zależnych posiada status członków stowarzyszonych.

## Członkowie
Azja, Australia i Oceania:
| - Afganistan - Armenia - Australia - Azerbejdżan - Bangladesz - Bhutan - Mjanma - Brunei - Chiny - Fidżi - Filipiny - Gruzja - Indie - Indonezja - Iran - Japonia - Kambodża | - Kazachstan - Kirgistan - Kiribati - Korea Południowa - Korea Północna - Laos - Malediwy - Malezja - Mikronezja - Mongolia - Nauru - Nepal - Nowa Zelandia - Pakistan - Palau - Papua-Nowa Gwinea | - Rosja - Samoa - Singapur - Sri Lanka - Tadżykistan - Tajlandia - Timor Wschodni - Tonga - Turcja - Turkmenistan - Tuvalu - Uzbekistan - Wietnam - Vanuatu - Wyspy Marshalla - Wyspy Salomona |

Pozostałe regiony:
- Francja
- Holandia
- Stany Zjednoczone
- Wielka Brytania

Członkowie stowarzyszeni:
- Guam
- Hongkong
- Makau
- Mariany Północne
- Niue
- Nowa Kaledonia
- Polinezja Francuska
- Samoa Amerykańskie
- Wyspy Cooka